# Jules Hoüel

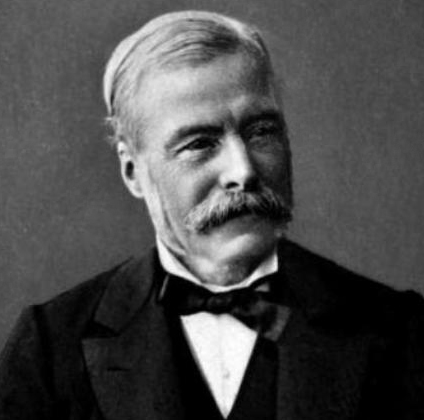
Jules Hoüel.

Guillaume Jules Hoüel, född den 7 april 1823 i Thaon, död den 14 juni 1886 i Périers-sur-le-Dan vid Caen, var en fransk matematiker.
Hoüel studerade från 1843 vid École normale supérieure. Därefter var han lärare i Bourges, Bordeaux, Pau, Alençon och Caen. År 1855 promoverades han vid Sorbonne efter att ha framlagt en doktorsavhandling om himmelsmekanik (Sur l'intégration des équations différentielles dans les problèmes de mécanique. Suivi de Application de la méthode de M. Hamilton au calcul des perturbations de Jupiter). Urbain Le Verrier försökte övertyga honom att börja arbeta vid Parisobservatoriet. Han återvände emellertid till sin hemstad Thaon, där han bedrev forskning under fyra år. År 1859 blev Hoüel professor för ren matematik i Bordeaux (Faculté de Science), vilket han förblev till sin död. Han tilldelades Ponceletpriset 1884.
Hoüel inlade stora förtjänster genom författande av läroböcker, där han presenterade vetenskapliga rön av William Rowan Hamilton, Peter Guthrie Tait, Giusto Bellavitis, Hermann Grassmann och Bernhard Riemann. Han var språkkunnig, vilket han drog nytta av i detta sammanhang. Hoüel behandlade med förkärlek icke-euklidisk geometri. Efter att han själv börjat betvivla giltigheten av parallellaxiomet och redan 1863 publicerat en essay om detta (utan att ännu känna till vad János Bolyai och Nikolaj Lobatjevskij skrivit i ämnet), stötte Hoüel på vad som offentliggjorts i utlandet, särskilt hur ämnet behandlats av Richard Baltzer i dennes Elemente der Mathematik, och utgav 1866 en fransk översättning av Lobatjevskijs skrift och utdrag ur brevväxlingen mellan Carl Friedrich Gauss och Heinrich Christian Schumacher, där detta ämne behandlas. Han publicerade även arbeten av Hermann von Helmholtz, Eugenio Beltrami, Riemann och Bolyai i översättning.